# Pheidole quadricuspis
Pheidole quadricuspis är en myrart som beskrevs av Carlo Emery 1900. Pheidole quadricuspis ingår i släktet Pheidole och familjen myror. Inga underarter finns listade i Catalogue of Life.